# Laurette Théâtre
 (août 2016).
Pour les articles homonymes, voir Laurette Théâtre (Avignon).
Le Laurette Théâtre est une salle de spectacle située au 36 rue Bichat, dans le 10e arrondissement de Paris. Ce théâtre, est ouvert aux créations de jeunes compagnies, one man shows, concerts, danse et spectacles enfants.
Le Laurette Théâtre, ainsi nommé en hommage à Laurette Fugain, s'appelait à sa création en 1981 le Théâtre de la Mainate.
Sur ces planches on y a vu les premiers pas dans la capitale de Jamel Debbouze, Haroun, David Bosteli, Philippe Marshal, Christina Goh, Mehdi, de l'Association Charles Trenet, des Zactoux mis en scène d'Éric Antoine, David Poirot, Rochelle-Grégorie, Lilian Lloyd, Bernard Fripiat, François Martinez, Blake Eduardo, Françoise Royès, Julien Schmidt, etc.
Ce café-théâtre est également sollicité lors des auditions de grands événements de la capitale : Cléopâtre, la dernière reine d'Égypte mis en scène par Kamel Ouali, Mozart, l'opéra rock mis en scène par Olivier Dahan, et produit par Dove Attia et Albert Cohen, Dracula, l'amour plus fort que la mort, mis en scène par Kamel Ouali, 1789 : Les Amants de la Bastille produit par Dove Attia et Albert Cohen, etc.
Réalisation cinéma : La Grande Vie a été réalisé par Marina Déak dans le lieu courant 2008, produit par 31 Juin Films.